# فيسنتي باربييري
فيسنتي باربييري (بالإسبانية: Vicente Barbieri)‏ هو صحفي وكاتب وشاعر أرجنتيني، ولد في 31 أغسطس 1903 في بوينس آيرس الكبرى ‏ في الأرجنتين، وتوفي في 10 سبتمبر 1956 في بوينس آيرس في الأرجنتين بسبب سل.